# Opshomala
Opshomala is een geslacht van rechtvleugeligen uit de familie veldsprinkhanen (Acrididae). De wetenschappelijke naam van dit geslacht is voor het eerst geldig gepubliceerd in 1831 door Jean Guillaume Audinet Serville.

## Soorten
Het geslacht Opshomala omvat de volgende soorten:
- Opshomala coccineipes Bruner, 1906
- Opshomala cylindrodes Stål, 1861
- Opshomala intermedia Bruner, 1920
- Opshomala viridis Serville, 1831